# بني هلال (محافظة سوهاج)
قرية بني هلال هي إحدى القرى التابعة لمركز المراغة بمحافظة سوهاج في جمهورية مصر العربية. حسب إحصاءات سنة 2006، بلغ إجمالي السكان في بني هلال 20160 نسمة، منهم 10407 رجل و9753 امرأة.